# Розмова (фільм, 1974)
«Розмова» (англ. The Conversation) — американський кримінальний трилер 1974 року режисера Френсіса Форда Копполи.

## Сюжет

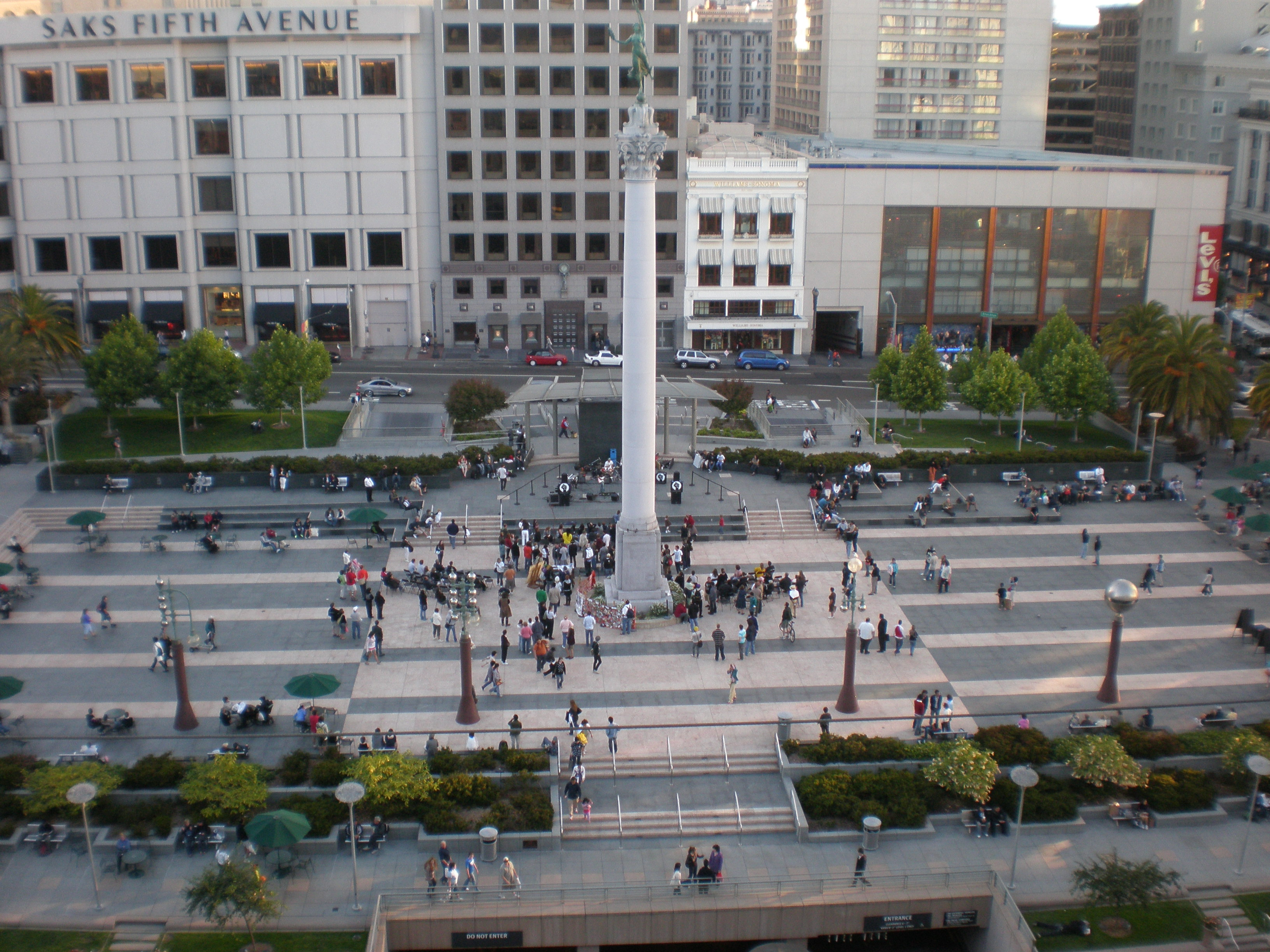
Юніон-сквер в Сан-Франциско. 2008

Спеціаліст з підслуховування Гаррі Кол (Джин Гекмен) одержав замовлення від директора потужної компанії записати на магнітофон розмову чоловіка і жінки на площі Юніон-Сквер у Сан-Франциско під час їх обідньої перерви. Гаррі звик не цікавитися змістом записаних розмов, його цікавлять тільки якість запису та гроші, які він одержить за виконану роботу. Однак, коли йому вдалося на звуковій доріжці заглушити звуки гри вуличного музиканта і почути підслухані слова, він зрозумів, що у розмові йдеться про загрозу вбивства. Чи знищить магнітну стрічку Гаррі Кол, чи бажання заробити буде сильнішим …

## Ролі виконують
- Джин Гекмен — Гаррі Кол
- Джон Казале — Стен
- Аллен Гарфілд — Вільям «Берні» Моран
- Фредерік Форрест — Марк
- Гаррісон Форд — Мартін Стет
- Тері Гарр — Емі Фредерікс
- Роберт Дюваль — директор

## Нагороди
- 1974 Премія Каннського кінофестивалю:
  - Золота пальмова гілка — Френсіс Форд Коппола
  - приз екуменічного журі — Френсіс Форд Коппола
- 1974 Премія Національної ради кінокритиків США:
  - за найкращий фільм
  - найкращому режисерові — Френсіс Форд Коппола
  - найкращому акторові — Джин Гекмен
  - 10 найкращих фільмів (National Board of Review: Top Ten Films[en]) — N 1
- 1974 Премія Спільноти кінокритиків Нью-Йорка (New York Film Critics Circle, NYFCC):
  - 2-ге місце серед найкращих акторів — Джин Гекмен
  - 3-тє місце серед найкращих сценаріїв — Френсіс Форд Коппола
- 1975 Премія БАФТА, Британської академії телебачення та кіномистецтва:
  - за найкращий монтаж — Волтер Марч, Річард Чів
  - за найкращий звук — Арт Рочестер, Натан Боксер, Майкл Евдже, Волтер Марч
- 1975 Нагорода Товариства кінокритиків Канзас-Сіті
  - за найкращий фільм
- 1975 Премія «Святий Юрій»:
  - найкращий актор в іноземному фільмі — Джин Гекмен
- 1995 Фільм внесений до Національного реєстру фільмів США